# Tournoi de clôture du championnat de Bolivie de football 2022
Navigation
Tournoi précédent Saison suivante
Le Tournoi de clôture du championnat de Bolivie 2022 est la quarante-neuvième édition du championnat de première division en Bolivie. 

## Déroulement du tournoi
Les 16 équipes se rencontrent deux fois en match aller et match retour, pour un total de 30 rencontres.
Le premier et le vice-champion se qualifient pour la Copa Libertadores 2023, une place est déjà attribuée au champion du tournoi d'ouverture, la quatrième place est donnée au club non qualifié le mieux placé dans le classement cumulé de la saison.
Le vice-champion du tournoi d'ouverture est qualifié pour la Copa Sudamericana 2023, il sera accompagné par trois clubs non qualifié pour la Copa Libertadores, les mieux placés dans le classement cumulé.
Le championnat devait se terminer le 13 novembre 2022, mais à cause des grèves dans la région de Santa Cruz, il est arrêté à six journées de la fin, puis annulé le 10 novembre, aucun champion ne sera désigné.

## Les clubs participants
- Nacional Potosi
- Club Deportivo Guabirá
- Oriente Petrolero
- Club Bolívar
- Club Blooming
- Club Always Ready
- The Strongest La Paz
- CD Jorge Wilstermann
- Club Atlético Palmaflor
- Club Aurora
- Royal Pari FC
- Real Santa Cruz
- Club Independiente Petrolero
- Real Tomayapo -
- Fútbol Club Universitario - Promu de D2
- Universitario de Sucre - Promu de D2

## Compétition
Le barème utilisé pour établir le classement est le suivant :
- Victoire : 3 points
- Match nul : 1 point
- Défaite : 0 point

### Classement
| Rang | Équipe                       | Pts | J  | G  | N  | P  | Bp | Bc | Diff |
| ---- | ---------------------------- | --- | -- | -- | -- | -- | -- | -- | ---- |
| 1    | The Strongest                | 53  | 24 | 16 | 5  | 3  | 58 | 25 | +33  |
| 2    | Club Always Ready            | 51  | 24 | 16 | 3  | 5  | 52 | 22 | +30  |
| 3    | Club Bolívar T               | 50  | 24 | 15 | 5  | 4  | 29 | 52 | -23  |
| 4    | Nacional Potosí              | 42  | 24 | 13 | 3  | 8  | 44 | 40 | +4   |
| 5    | Oriente Petrolero            | 38  | 24 | 11 | 5  | 8  | 36 | 26 | +10  |
| 6    | Club Deportivo Guabirá       | 38  | 24 | 11 | 5  | 8  | 35 | 33 | +2   |
| 7    | Club Aurora                  | 29  | 24 | 7  | 8  | 9  | 22 | 35 | -13  |
| 8    | Club Independiente Petrolero | 28  | 24 | 7  | 7  | 10 | 34 | 33 | +1   |
| 9    | Club Atlético Palmaflor      | 27  | 24 | 5  | 12 | 7  | 31 | 34 | -3   |
| 10   | Club Blooming                | 27  | 24 | 6  | 6  | 12 | 25 | 35 | -10  |
| 11   | CD Jorge Wilstermann         | 27  | 24 | 7  | 6  | 11 | 24 | 32 | -8   |
| 12   | Real Tomayapo                | 26  | 24 | 7  | 5  | 12 | 25 | 35 | -10  |
| 13   | Royal Pari FC                | 25  | 24 | 7  | 4  | 13 | 25 | 35 | -10  |
| 14   | Real Santa Cruz              | 25  | 24 | 7  | 4  | 13 | 25 | 47 | -22  |
| 15   | Universitario de SucreP      | 23  | 24 | 6  | 5  | 13 | 24 | 46 | -22  |
| 16   | Club UniversitarioP          | 22  | 24 | 5  | 7  | 12 | 23 | 34 | -11  |

|  | Qualification pour la Copa Libertadores 2023                         |
|  | Qualification pour le tour préliminaire de la Copa Libertadores 2023 |
|  | T : Tenant du titre P : Promu de D2                                  |

### Classement cumulé
| Rang | Équipe                       | Pts | J  | G  | N  | P  | Bp | Bc | Diff |
| ---- | ---------------------------- | --- | -- | -- | -- | -- | -- | -- | ---- |
| 1    | Club Bolívar T               | 87  | 40 | 27 | 6  | 7  | 94 | 34 | +60  |
| 2    | The Strongest                | 80  | 40 | 23 | 11 | 6  | 79 | 36 | +43  |
| 3    | Club Always Ready            | 70  | 40 | 21 | 7  | 12 | 76 | 44 | +32  |
| 4    | Nacional Potosí              | 67  | 40 | 20 | 7  | 13 | 75 | 64 | +11  |
| 5    | Oriente Petrolero            | 60  | 40 | 17 | 9  | 14 | 58 | 48 | +10  |
| 6    | Club Deportivo Guabirá       | 57  | 40 | 16 | 9  | 15 | 52 | 54 | -2   |
| 7    | Club Atlético Palmaflor      | 55  | 40 | 14 | 13 | 13 | 49 | 55 | -6   |
| 8    | Club Blooming                | 54  | 40 | 15 | 9  | 16 | 54 | 65 | -11  |
| 9    | Royal Pari FC                | 48  | 40 | 13 | 9  | 18 | 57 | 61 | -4   |
| 10   | Club Independiente Petrolero | 46  | 40 | 11 | 13 | 16 | 51 | 59 | -8   |
| 11   | Club Aurora                  | 46  | 40 | 11 | 13 | 16 | 40 | 56 | -16  |
| 12   | CD Jorge Wilstermann         | 45  | 40 | 11 | 12 | 17 | 40 | 52 | -12  |
| 13   | Real Tomayapo                | 44  | 40 | 11 | 11 | 18 | 39 | 59 | -20  |
| 14   | Real Santa Cruz              | 43  | 40 | 12 | 7  | 21 | 47 | 75 | -28  |
| 15   | Club UniversitarioP          | 41  | 40 | 10 | 11 | 19 | 41 | 63 | -22  |
| 16   | Universitario de SucreP      | 39  | 40 | 10 | 9  | 21 | 41 | 68 | -27  |

|  | Qualification pour la Copa Libertadores 2023                         |
|  | Qualification pour le tour préliminaire de la Copa Libertadores 2023 |
|  | Qualification pour la Copa Sudamericana 2023                         |
|  | Qualification pour le barrage de relégation                          |
|  | Relégation directe                                                   |
|  | T : Tenant du titre P : Promu de D2                                  |

- Club Bolívar en tant que champion du tournoi d'ouverture est assuré d'une place en Copa Libertadores 2023
- À la suite de l'arrêt après la 24e journée du tournoi de clôture, c'est le classement cumilé obtenu qui détermine les places aux compétitions continentales. Comme la Coupe Bolivie 2022 est également annulée, la place en Copa Sudamericana est donnée au 8e du classement.

Il n'y a pas de relégation directe, le dernier du classement cumulé joue les barrages contre le deuxième de Copa Simon Bolivar (D2), le champion de deuxième division est promu en première division de ce fait la prochaine saison passe à 17 participants.

### Barrages de maintien/relégation
Le dernier du classement cumulé rencontre le vice-champion de deuxième division pour déterminer l'équipe qui jouera en première division l'année prochaine.
| 27 novembre 2022 | Libertad Gran Mamoré FC | 3 - 0   | Universitario de Sucre | Estadio Gran Mamoré, Trinidad |
|                  |                         | (1 - 0) |                        |                               |

| 30 novembre 2022 | Universitario de Sucre | 0 - 3   | Libertad Gran Mamoré FC | Stade olympique Patria, Sucre |
|                  |                        | (0 - 1) |                         |                               |

Le Libertad Gran Mamoré FC est promu en première division, Universitario de Sucre est relégué.

## Bilan de la saison
| Championnat de Bolivie de football 2022 |                                                |
| Champion                                | aucun titre décerné                            |
| Qualifications continentales            |                                                |
| Copa Libertadores 2023                  | Club Bolívar (champion du tournoi d'ouverture) |
| Copa Libertadores 2023                  | The Strongest                                  |
| Copa Libertadores 2023                  | Club Always Ready                              |
| Copa Libertadores 2023                  | Nacional Potosí                                |
| Copa Sudamericana 2023                  | Oriente Petrolero                              |
| Copa Sudamericana 2023                  | Club Deportivo Guabirá                         |
| Copa Sudamericana 2023                  | Club Atlético Palmaflor                        |
| Copa Sudamericana 2023                  | Club Blooming                                  |
| Promotions et relégations               |                                                |
| Promus en Primera A                     | Club Deportivo Vaca Díez                       |
| Promus en Primera A                     | Libertad Gran Mamoré FC                        |
| Relégués en Torneo Simon Bolívar        | Universitario de Sucre                         |